# Титов, Николай Васильевич
Николай Васильевич Титов (24 апреля 1925 года, Сапожок, Ряжский уезд, Рязанская губерния — 31 мая 1993 года, Запорожская область, Украина) — машинист экскаватора карьера трубки «Мир» объединения «Якуталмаз» Министерства цветной металлургии СССР, Якутская АССР. Герой Социалистического Труда (1971). Почётный гражданин города Мирный. Почётный горняк Якутской АССР.
Родился в 1925 году в рабочей семье в посёлке Сапожок Рязанской губернии. С января 1943 года участвовал в Великой Отечественной войне в составе 1195-го стрелкового полка 360-й стрелковой дивизии. После демобилизации трудился на различных угольных шахтах Урала. С 1959 года проживал в городе Мирный, где работал экскаваторщиком на карьере алмазной трубки «Мир» треста «Якуталмаз».
Участвовал во всесоюзном социалистическом соревновании среди экскаваторщиков. Наряду с экскаваторщиками Иваном Серебряковым, Василием Трофимовым и Семёном Васильевым, работавшими в тресте «Якуталмаз», стал одним из рекордсменов союзного значения по погрузке горной массы на один кубометр ковша экскаватора в год. За выдающиеся успехи, достигнутые в развитии цветной металлургии удостоен звания Героя Социалистического Труда указом Президиума Верховного Совета СССР от 30 марта 1993 года c вручением ордена Ленина и золотой медали «Серп и Молот».
Умер в 1993 году в Запорожской области.
Награды
Герой Социалистического Труда
- Орден Красного Знамени (28.03.1945)
- Орден Отечественной войны 2 степени (11.03.1985)
- Орден Славы 3 степени (01.09.1944)
- Медаль «За отвагу» (30.05.1944)